# Liste der Baudenkmäler in Waltenhausen
Auf dieser Seite sind die Baudenkmäler in der schwäbischen Gemeinde Waltenhausen zusammengestellt. Diese Tabelle ist eine Teilliste der Liste der Baudenkmäler in Bayern. Grundlage ist die Bayerische Denkmalliste, die auf Basis des Bayerischen Denkmalschutzgesetzes vom 1. Oktober 1973 erstmals erstellt wurde und seither durch das Bayerische Landesamt für Denkmalpflege geführt wird. Die folgenden Angaben ersetzen nicht die rechtsverbindliche Auskunft der Denkmalschutzbehörde.

## Baudenkmäler nach Ortsteilen

### Waltenhausen
| Lage                                                    | Objekt                              | Beschreibung | Akten-Nr.    | Bild                                |
| ------------------------------------------------------- | ----------------------------------- | --- | ------------ | ----------------------------------- |
| Hairenbucher Straße (am westlichen Ortsrand) (Standort) | Feldkapelle                         | 18. Jahrhundert | D-7-74-192-3 | Feldkapelle                         |
| Hairenbucher Straße (am westlichen Ortsrand) (Standort) | Steinkreuz                          | spätmittelalterlich | D-7-74-192-4 | Steinkreuz                          |
| Kirchenplatz 3 (Standort)                               | Katholische Pfarrkirche Sankt Georg | Neuromanisch, 1864, Turm 15. Jahrhundert, mit Ausstattung                                                                     | D-7-74-192-1 | weitere Bilder                      |
| Lindenstraße 8 (Standort)                               | Ehemaliger Zehentstadel des Spitals | Satteldachbau mit Wohnteil und Stadel, im 19. Jahrhundert umgebaut, Rest der ehemaligen Dreiflügelanlage des 16. Jahrhunderts | D-7-74-192-2 | Ehemaliger Zehentstadel des Spitals |

### Hairenbuch
| Lage                             | Objekt                             | Beschreibung | Akten-Nr.    | Bild                               |
| -------------------------------- | ---------------------------------- | --- | ------------ | ---------------------------------- |
| Herretshofer Straße 5 (Standort) | Ehemalige Mühle                    | Satteldachbau mit Putzgliederungen, bezeichnet mit „1852“ (Sie war bis 1945 in Betrieb; an der Stelle stand mindestens seit dem 16. Jahrhundert eine Mühle; der Vorgängerbau des heutigen Gebäudes, ebenfalls eine Mühle, stammte aus dem Jahr 1746) | D-7-74-192-7 | Ehemalige Mühle                    |
| Kapellenstraße 11 (Standort)     | Katholische Kapelle Mariä Opferung | 18. Jahrhundert, mit Ausstattung | D-7-74-192-5 | Katholische Kapelle Mariä Opferung |

### Weiler
| Lage                    | Objekt                              | Beschreibung          | Akten-Nr.    | Bild           |
| ----------------------- | ----------------------------------- | --------------------- | ------------ | -------------- |
| Dorfstraße 7 (Standort) | Katholische Kapelle St. Franz Xaver | 1718, mit Ausstattung | D-7-74-192-6 | weitere Bilder |